# Крешимир Швигир
Крешими́р Шви́гир (хорв. Krešimir Švigir; народився 20 грудня 1979, Загреб, Хорватія) — хорватський хокеїст, центральний нападник. 
У складі національної збірної Хорватії учасник кваліфікаційного турніру до зимових Олімпійських ігор 2006; учасник чемпіонатів світу 1999 (група C), 2000 (група C), 2001 (дивізіон I), 2002 (дивізіон I), 2003 (дивізіон I), 2004 (дивізіон II), 2005 (дивізіон II), 2006 (дивізіон I), 2007 (дивізіон II), 2008 (дивізіон I) і 2009 (дивізіон I). У складі молодіжної збірної Хорватії учасник чемпіонатів світу 1997 (група C) і 1999 (група C). У складі юніорської збірної Хорватії учасник чемпіонатів Європи 1995 (група C) і 1996 (група C).
Виступав за «Медвещак» (Загреб), «Загреб».